# Кастер (Вашингтон)
Кастер (англ. Custer) — переписна місцевість (CDP) в США, в окрузі Вотком штату Вашингтон. Населення — 518 осіб (2020).

## Географія
Кастер розташований за координатами 48°54′52″ пн. ш. 122°38′23″ зх. д. / 48.91444° пн. ш. 122.63972° зх. д. (48.914322, -122.639773).  За даними Бюро перепису населення США в 2010 році переписна місцевість мала площу 4,72 км², уся площа — суходіл.

## Демографія
Згідно з переписом 2010 року, у переписній місцевості мешкало 366 осіб у 138 домогосподарствах у складі 98 родин. Густота населення становила 78 осіб/км².  Було 147 помешкань (31/км²).
Расовий склад населення:
| - 89,3 % — білих - 1,9 % — азіатів - 0,5 % — чорних або афроамериканців - 0,3 % — корінних американців - 6,3 % — осіб інших рас |

До двох чи більше рас належало 1,6 %. Частка іспаномовних становила 8,7 % від усіх жителів.
За віковим діапазоном населення розподілялося таким чином: 26,2 % — особи молодші 18 років, 61,5 % — особи у віці 18—64 років, 12,3 % — особи у віці 65 років та старші. Медіана віку мешканця становила 41,1 року. На 100 осіб жіночої статі у переписній місцевості припадало 102,2 чоловіків;  на 100 жінок у віці від 18 років та старших — 95,7 чоловіків також старших 18 років.
Середній дохід на одне домашнє господарство  становив 60 196 доларів США (медіана — 70 625), а середній дохід на одну сім'ю — 60 196 доларів (медіана — 70 625). 
Цивільне працевлаштоване населення становило 207 осіб. Основні галузі зайнятості: науковці, спеціалісти, менеджери — 42,5 %, виробництво — 37,2 %, освіта, охорона здоров'я та соціальна допомога — 5,3 %.